# Władysław Hładowski
Władysław Hładowski (ur. 2 maja 1913 w Kuszelewie, zm. 22 września 2004 w Siemiatyczach) – polski duchowny katolicki, doktor habilitowany nauk teologicznych, ekumenista, rektor Wyższego Seminarium Duchownego w Drohiczynie (1957–1988).

## Życiorys
W 1932 wstąpił do Wyższego Seminarium Duchownego w Pińsku. Tam też w 1938 przyjął święcenia kapłańskie z rąk bp. Kazimierza Bukraby. Do wybuchu II wojny światowej był prefektem w Gimnazjum Biskupim w Pińsku. W czasie okupacji pracował w parafiach Dziadkowice i Hajnówka. W latach 1946–1948 studiował na Wydziale Teologii Katolickiej Uniwersytetu Warszawskiego i uzyskał tam tytuł magistra teologii na podstawie pracy napisanej pod kierunkiem ks. prof. Antoniego Pawłowskiego. Podjął pracę nad doktoratem u ks. prof. Wincentego Kwiatkowskiego. W 1950  podjął pracę duszpasterską w Bielsku Podlaskim. W 1951 obronił na Wydziale Teologii Katolickiej UW rozprawę pt. Początki chrześcijaństwa według egzystencjalnej interpretacji Rudolfa Bultmanna i uzyskał stopień naukowy doktora. Został proboszczem w Strabli (1953). 10 września 1957 został rektorem Wyższego Seminarium Duchownego w Drohiczynie. Wykładał tam jednocześnie dogmatykę, religioznawstwo, metodologię i zagadnienia ekumeniczne. W latach 1966–1978 był nauczycielem akademickim Wydziału Teologicznego Akademii Teologii Katolickiej w Warszawie. W 1970 na podstawie dorobku naukowego oraz rozprawy pt. Sprawdzalność empiryczna w apologetyce uzyskał stopień doktora habilitowanego. W 1967 został członkiem Komisji Episkopatu Polski ds. Ekumenizmu. Jako rektor seminarium w Drohiczynie na emeryturę odszedł 20 marca 1988.
Zmarł 22 września 2004. Został pochowany na cmentarzu w Drohiczynie.